# Elkalyce celastroides
Elkalyce celastroides är en fjärilsart som beskrevs av Shirôzu och Saigusa 1962. Elkalyce celastroides ingår i släktet Elkalyce och familjen juvelvingar. Inga underarter finns listade i Catalogue of Life.